# جايسون بيرن
جايسون بيرن (بالإنجليزية: Jason Byrne)‏ (23 فبراير 1978 في جمهورية أيرلندا - ) هو لاعب كرة قدم أيرلندي في مركز الهجوم. شارك مع منتخب جمهورية أيرلندا لكرة القدم. أما مع النوادي، فقد لعب مع كارديف سيتي ونادي بوهيميان ونادي دوندالك ونادي شيلبورن ونادي كلية جامعة دبلن ودوري أيرلندا الحادي عشر ‏ وBray Wanderers F.C. ‏.

## وصلات خارجية
- جايسون بيرن على موقع الاتحاد الدولي (مؤرشف)  (الإنجليزية)
- جايسون بيرن على موقع قاعدة بيانات كرة القدم.إي يو (الإنجليزية)
- جايسون بيرن على موقع ناشيونال فوتبول تيمز (الإنجليزية)
- جايسون بيرن على موقع Soccerbase.com (لاعب) (الإنجليزية)